# Temple Maçònic de Santa Cruz de Tenerife
El Temple Maçònic és un edifici a la ciutat de Santa Cruz de Tenerife (Canàries, Espanya), al carrer San Lucas. Va ser construït segons projecte de l'arquitecte de Tenerife Manuel de Cámara l'any 1900 per a ús de la Lògia Añaza. La construcció de l'edifici es va perllongar durant més de vint anys, encara que va ser inaugurat a principis del segle xx en estar acabat interiorment, en particular la Sala de Tenidas i la Cámara de Reflexió excavada en el subsòl. El Temple ha estat declarat bé d'interès cultural (BIC) en la categoria de Monument.
És considerat com el més bell exemple de temple maçònic a Espanya, i va ser el major centre maçònic d'Espanya fins que l'ocupació pels militars del règim franquista.

## Lògia Añaza

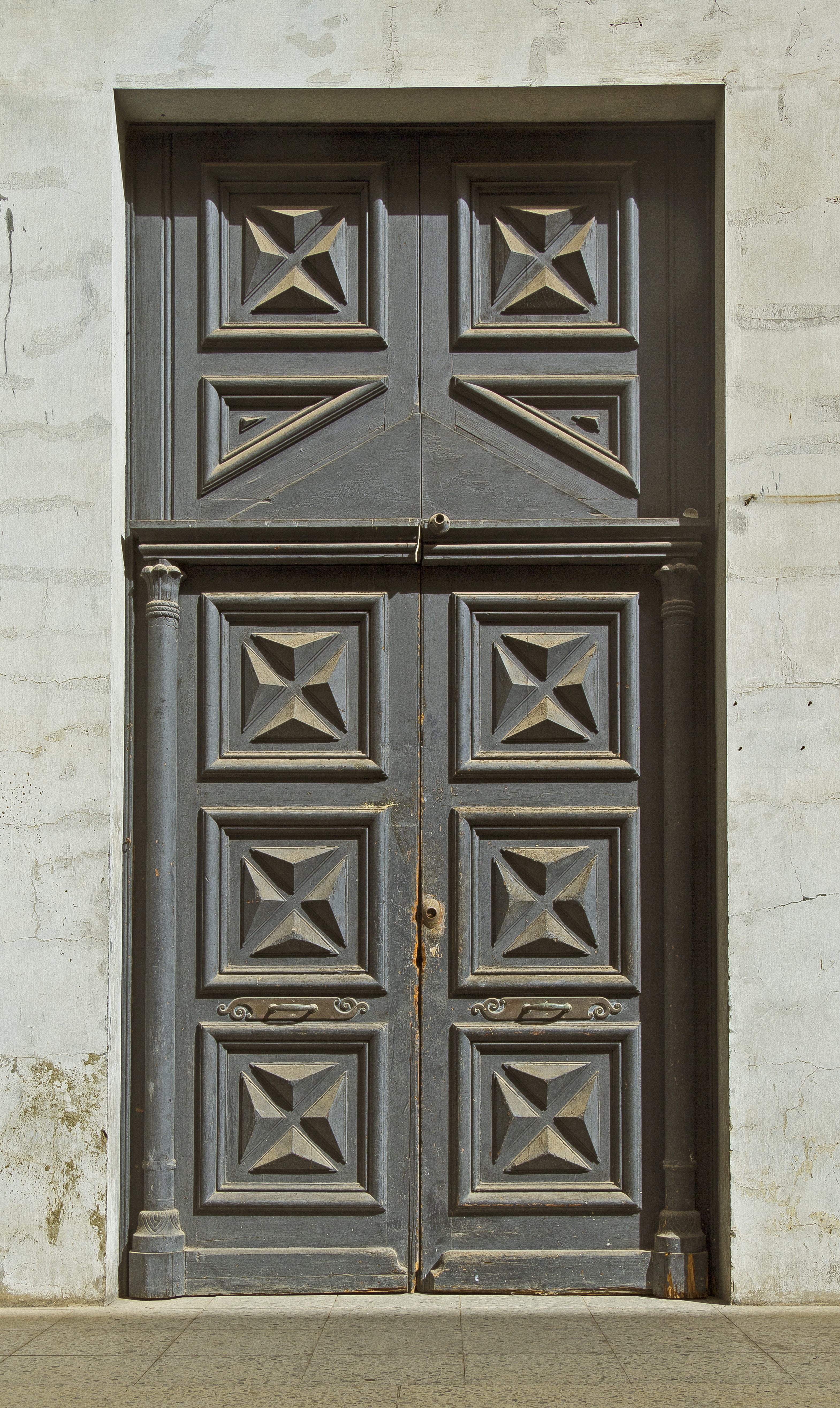
Porta principal

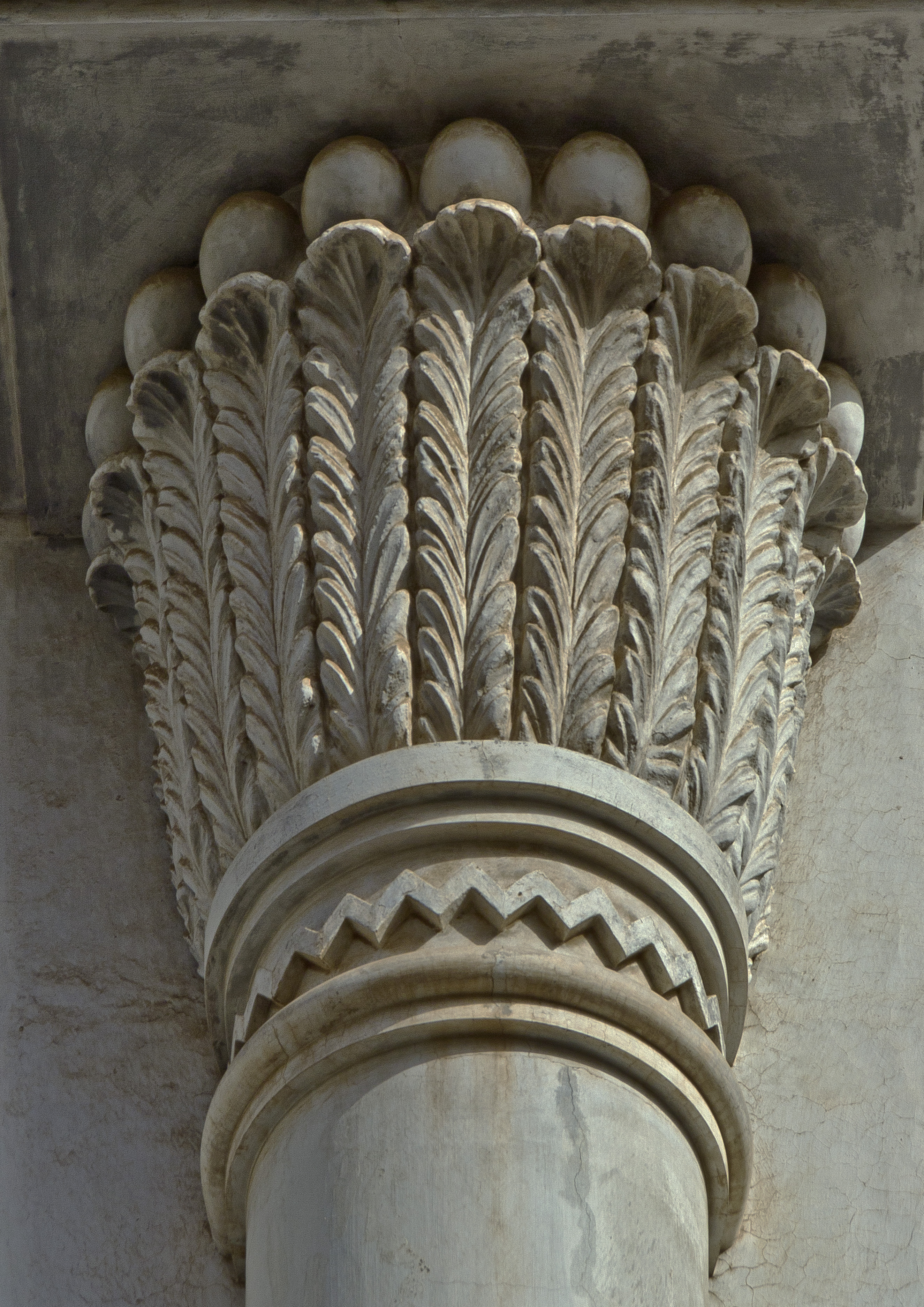
Columna de façana

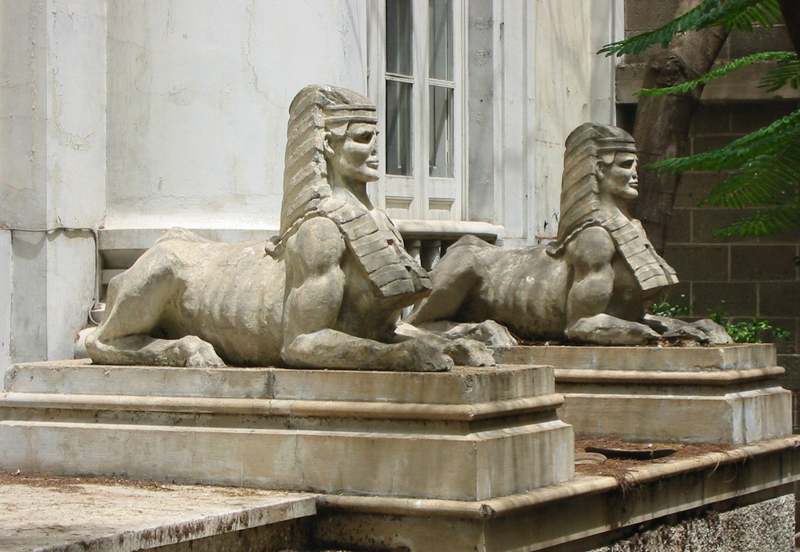
Esfinxs

El 8 d'agost de 1895 va tenir lloc la fundació del taller maçònic més important del segle xx a Canàries, la Lògia Añaza, que es consolidaria amb rapidesa, aconseguint reorganitzar a la maçoneria canària del primer terç de l'esmentat segle.
La Lògia es va col·locar sota els auspicis d'una obediència espanyola de segon ordre, el Gran Orient Ibèric, al que es va mantenir unida fins a 1902. El Gran Orienti Ibèric havia sorgit en 1892 a partir d'un grup de lògies provinents, majoritàriament, del Gran Orient Nacional d'Espanya del Vescomte de Ros que, per diversos motius, van decidir no agrupar-se entorn del Gran Orient Espanyol de Miguel Morayta Sagrario.
El 1903, davant els dubtes sobre la veritable importància del Gran Orienti Ibèric, van decidir canviar d'auspicis, passant a pertànyer al renovat Gran Orient Espanyol amb el número 270. La lògia Añaza 270 va perdurar sota aquesta obediència fins a 1922. Entre 1923 i 1931, durant la Dictadura de Primo de Rivera, la lògia Añaza va passar a formar part, amb el número 1, de la recentment creada Gran Lògia de Canàries. El 1931, després d'una divergència de parers, es divideix en dos: la lògia Añaza nº 270, adherida de nou al Gran Orient Espanyol, i la lògia Añaza núm. 1, amb un nombre menor de membres que van ser expulsats del temple malgrat les seves reclamacions. Añaza 270 es va mantenir en el temple del carrer San Lucas i en el Gran Orient Espanyol fins a la revolta militar de 1936, en què va ser dissolta i els seus béns confiscats pels revoltats.

## Arquitectura

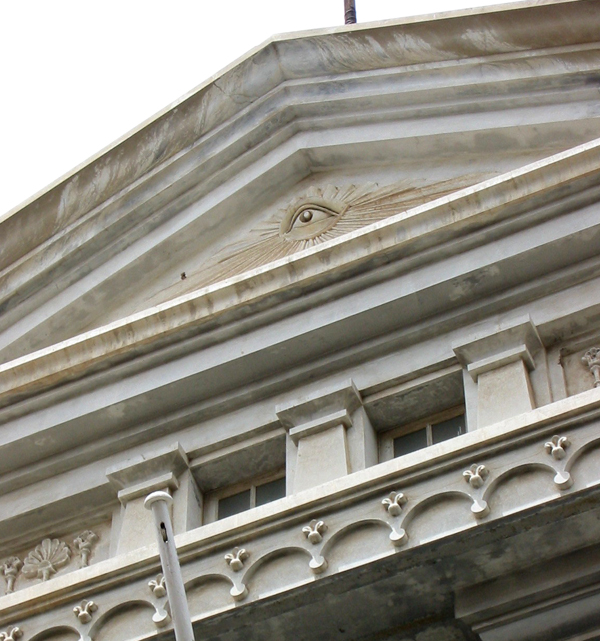
Frontó

El temple maçònic, al carrer de San Lucas, va ser construït entre 1899 i 1902, segons el projecte de l'arquitecte municipal Manuel de Càmara, el finançament de la qual va ser a càrrec de la Lògia Añaza. No obstant això, la façana no es conclouria definitivament fins a 1923.
El 8 de novembre de 1895 es constitueixen dues comissions, una formada per García Rodríguez, Díaz Curbelo i Torres Rodríguez, que és la que s'encarrega d'adquirir el temple. De forma simultània, es lloga l'edifici que ocupava el número 47 del carrer de La Curva -avui, Candelaria-, per a l'activitat maçònica, mitjançant un contracte formalitzat en 1896. El preu del solar, de 552 metres quadrats, va ascendir a 2008 pessetes. El pressupost inicial de construcció va ser de 15.000 pessetes, sense incloure el frontis ni el reixat de tancament. Finalment, l'obra es va elevar a 20 008 pessetes, repartides en dues-centes accions. Es va sol·licitar la llicència municipal el 12 d'octubre de 1900, sent aprovat 12 dies després.
L'immoble va ser usat com a centre educatiu gratuït, l'Escola d'Añaza, finançada per la lògia. La mateixa també va cedir a l'ajuntament l'actual Centre de Formació Ireneo González al preu d'una pesseta, amb la condició que es mantingués la formació gratuïta.
L'edifici està retranquejat pel que fa als circumdants; conté un fort simbolisme, principalment d'inspiració egípcia. La façana s'articula en tres cossos; el central es compon de dos enormes columnes embegudes, amb fust llis i capitells amb fulles de palmera -palmiformes-, que sostenen un voluminós frontó triangular. En aquest hi ha un ull amb rajos radiants, en representació del Ser Suprem, Gran Arquitecte de l'Univers segons la simbologia maçònica. Flanquejant cada columna, hi ha dues esfinxs -quatre en total- tirades sobre el ventre i cobertes amb el claft. Van ser realitzades per l'escultor Guzmán Compañ Zamorano (1878-1944). La porta principal està llaurada en fusta amb motius geomètrics; sobre ella, la llinda es decora amb fulles de palmera i un sol amb ales d'àguila, símbol d'Horus. L'edifici s'aixeca sobre un estereòbata.
Després de la porta principal s'accedeix a un vestíbul. A l'altre costat del mateix hi ha una porta, en correspondència amb l'anterior, que dona pas al Saló de Tenidas. D'aquest espai es conserva el paviment de mosaic, les columnes en relleu i l'espai elevat que presideix la sala. No obstant això, els frescs del sostre han estat repintats en blanc, i l'estructura de fusta coberta per un fals sostre d'alumini.
L'edifici explica a més amb una Càmera de Reflexions en el subsòl, feta en un tub volcànic natural; en el segon pis hi ha la Sala de Banquets, amb finestres a la façana. L'últim nivell posseeix algunes habitacions.
El Temple Maçònic de Santa Cruz de Tenerife es troba a la mateixa latitud (28° nord) del Monestir de Santa Catalina de la Muntanya Sinaí (Egipte). Aquest monestir va ser construït en el lloc on segons l'Antic Testament, Moisès recibó les Taules de la Llei.

## Espoli
El 15 de setembre de 1936, en el primer decret contra la maçoneria dictat pel General Franco, aquest immoble és requisat i cedit a la Falange Española, que va arribar a cobrar als visitants que volguessin visitar la Sala de Reflexions. Poc després, es convertiria en el magatzem de la Farmàcia Militar, activitat que es va compaginar després amb una òptica per a l'Exèrcit, mentre en la part superior es va habilitar com a aquarterament per a soldats fins que el 1990 quedés tancat fins a l'actualitat. Els arxius de la lògia van ser portats a la Delegació de Serveis Especials de Salamanca, actual Secció "Guerra Civil" de l'Arxiu Històric Nacional, on continuen.
Finalment, en època de democràcia, l'Estat va vendre l'edifici a l'Ajuntament de Santa Cruz l'any 2001 per més de 470.000 euros.

## Restauració
L'edifici està pendent de restauració i rehabilitació per recuperar els espais parcialment destruïts després de l'ocupació. L'arquitecte municipal Germán J. Delgado Pérez va redactar un Pla Director, a petició de la Comissió Insular de Patrimoni Històric dependent del Cabildo Insular de Tenerife, que després de més de dos anys i mig d'espera va ser dictaminat desfavorablement.
Actualment la Societat de Desenvolupament de Santa Cruz de Tenerife, presidida pel regidor socialista Florentino Guzmán Plasencia Medina gestiona el futur projecte de restauració, per a això ha comptat amb l'arquitecte José Miguel Márquez Zárate.
En contra del defensat pel mateix Guzmán Plasencia quan estava en l'oposició, l'elecció de l'arquitecte Márquez Zárate s'ha realitzat pel mateix Guzmán sense intervenir concurs algú. El que contravé els acords municipals en els quals el mateix Guzmán va prendre part.